# Zorotypus impolitus
Zorotypus impolitus — вид комах ряду зораптер (Zoraptera). Вид був описаний у 2013 році.

## Поширення
Поширений у дощових лісах Малайзії.

## Спосіб життя
Комаха живе у гнилих стовбурах дерев та харчується грибками.

## Розмноження
Самець відкладає сперматофор на поверхню землі. Під час шлюбного танку самець прикріплює сперматофор до черевця самиці. Згодом він проникає у її репродуктивні органи. Його сперматофор завдовжки лише 0,1 мм (0,0039 дюйма), і є серед найменших серед членистоногих. Проте він містить одиничний сперматозоїд завширшки 3 мкм і завдовжки 3 мм (майже як сама комаха). Це єдина відома комаха у світі, яка має гігантський одиночний сперматозоїд.